# معلومة

صورة تمتل كيفية معرفة البيانات أو المعلومات

تعرََّف المعلومات على أنها البيانات التي تمت معالجتها بحيث أصبحت ذات معنى وباتت مرتبطة بسياق معين. إن المعلومات مصطلح واسع يُستخدم لمعانٍ متعددة حسب سياق الحديث، وهو بشكل عام مرتبط بمصطلحات مثل: المعنى، المعرفة، التعليم، والتواصل.

## خصائص المعلومات
1. خاصية التميع والسيولة، فالمعلومات ذات قدرة هائلة على التشكيل (إعادة الصياغة)، فعلى سبيل المثال يمكن تمثيل المعلومات نفسها في صورة قوائم أو أشكال بيانية أو رسوم متحركة أو أصوات ناطقة.
2. قابلية نقلها عبر مسارات محددة (الانتقال الموجه) أو بثها على المشاع لمن يرغب في استقبالها.
3. قابلية الاندماج العالية للعناصر المعلوماتية، فيمكن بسهولة تامة ضم عدة قوائم في قائمة أو تكوين نص جديد من فقرات يتم استخلاصها من نصوص سابقة.
4. بينما تتسم العناصر المادية بالندرة وهو أساس اقتصادياتها، تتميز المعلومات بالوفرة، لذا يسعى منتجوها إلى وضع القيود على انسيابها لخلق نوع من (الندرة المصطنعة) حتى تصبح المعلومة سلعة تخضع لقوانين العرض والطلب، وهكذا ظهر للمعلومات أغنياؤها وفقراؤها وأباطرتها وخدامها وسماسرتها ولصوصها.
5. خلافا للموارد المادية التي تنفذ مع الاستهلاك لا تتأثر موارد المعلومات بالاستهلاك بل على العكس فهي عادة ما تنمو مع زيادة استهلاكها لهذا السبب فهناك ارتباط وثيق بين معدل استهلاك المجتمعات للمعلومات وقدرتها على توليد المعارف الجديدة.
6. سهولة النسخ، حيث يستطيع مستقبل المعلومة نسخ ما يتلقاه من معلومات بوسائل يسيرة للغاية ويشكل ذلك عقبة كبيرة أمام تشريعات الملكية الخاصة للمعلومات.
7. إمكان استنتاج معلومات صحيحة من معلومات غير صحيحة أو مشوشة، وذلك من خلال تتبع مسارات عدم الاتساق والتعويض عن نقص المعلومات غير المكتملة وتخليصها من الضوضاء.
8. يشوب معظم المعلومات درجة من عدم اليقين، إذ لا يمكن الحكم إلا على قدر ضئيل منها بأنه قاطع بصفة نهائية. وتتغير المعلومات بمرور الزمن وفقاً لأهميتها
9. مصادر المعلومات وتسمى أيضاً أوعية المعرفة أو المعلومات وكذلك المواد الثقافية، وهي جميع الطرق والوسائل التي يتم من خلالها بث المعلومات بكافة أنواعها من المرسل إلى المستقبل، كما أنّ مصادر المعلومات مما يقدم للباحثين في مراكز التعلّم والمكتبات، من معلومات جُمِعَت ودُرِسَت بشكل دقيق، ومصادر المعلومات يوجد لها العديد من الأشكال والأنواع.

## تحرير المعلومات
تحرير المعلومات أو معالجة المعلومات كلمة تعني الكثير، فهي تشير إلى عملية تغير محتويات صورة أو ملف أو نص أو معالجة الصور وغير ذلك بهدف تحسين أو توضيح أفضل للمعلومات الأصلية. وتكون معالجة الصور إما معالجة ذات بُعد واحد (مثل إشارة الرادار) أو بُعدين (صورة) أو ثلاثة أبعاد أو أكثر.
وتشمل معالجة البيانات أو تحريرها ثلاثة أنواع رئيسية
1/ خزن البيانات (سواء مرتبة أو مصنفة أو مشفرة........ الخ)
2/ استعادة البيانات المخزونة سواء بشكلها العادية أو بعد معالجتها
3/ إرسال البيانات واستقبالها وقد ترسل مشفرة أو مضغوطة ويتم فكها بعد استقبالها

## أنواع المعلومات
1. المعلومات التطويرية أو النمائية مثل قراءة كتاب أو مقال والحصول على مفاهيم وحقائق جديدة الغرض منها تحسين المستوى العلمي والثقافي للإنسان وتوسيع مداركه.
2. المعلومات الإنجازية : وهي المعلومات التي يحصل الإنسان من خلالها على مفاهيم وحقائق تساعده على إنجاز عمل أو مشروع أو اتخاذ قرار.
3. المعلومات التعليمية : وهذه تتمثل في قراءة الطلبة في مراحل حياتهم العملية للمقررات الدراسية والمواد التعليمية.
4. المعلومات الفكرية : وهي الأفكار والنظريات والفرضيات حول العلاقات التي من الممكن أن توجد بين تنوعات عناصر المشكلة.
5. المعلومات البحثية : وهي تشمل التجارب وإجراءها ونتائج الأبحاث وبياناتها التي يمكن الحصول عليها من تجارب المرء نفسه أو تجارب الآخرين ويمكن أن يكون ذلك حصيلة تجارب معملية أو حصيلة أبحاث أدبية.
6. المعلومات الأسلوبية النظامية وتشمل الأساليب العلمية التي تمكن الباحث من القيام ببحثه بشكل أكثر دقة ويشمل هذا النوع من المعلومات الوسائل التي تستعمل للحصول على المعلومات والبيانات الصحيحة من الأبحاث والتي تختبر بموجبها صحة هذه البيانات ودقتها.
7. المعلومات الحافزة والمثيرة.
8. المعلومات السياسية وهذا النوع من المعلومات مركز قضية وعملية اتخاذ القرار.
9. المعلومات التوجيهية.
10. المعلومات الفلسفية تعطي تفكير توجيهي للفرد في تركيب فكرة علمية أو أدبية.

## معرض صور

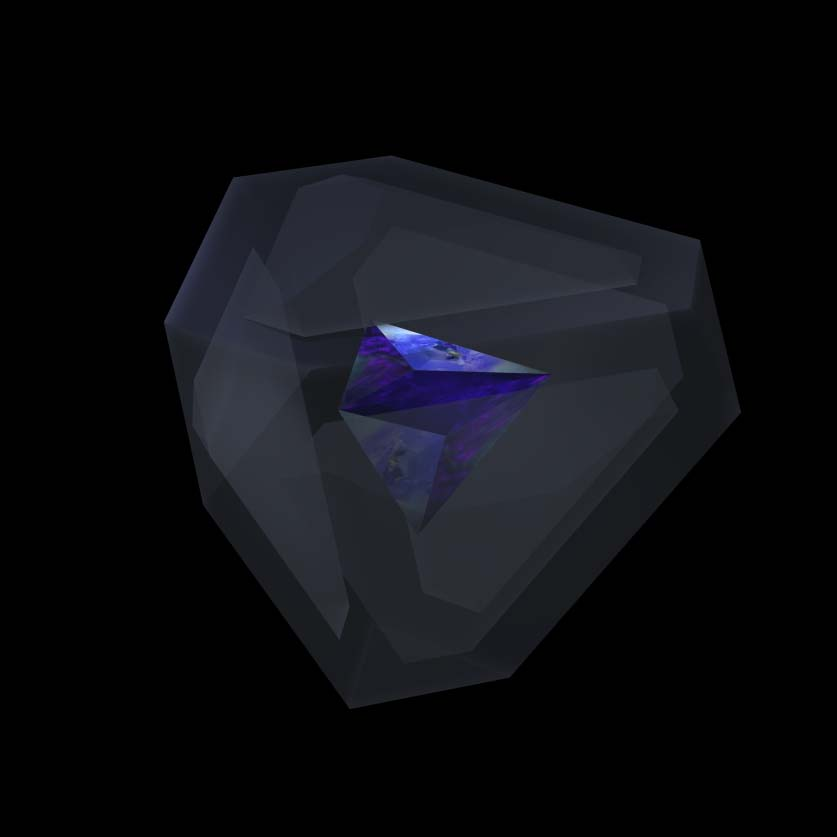
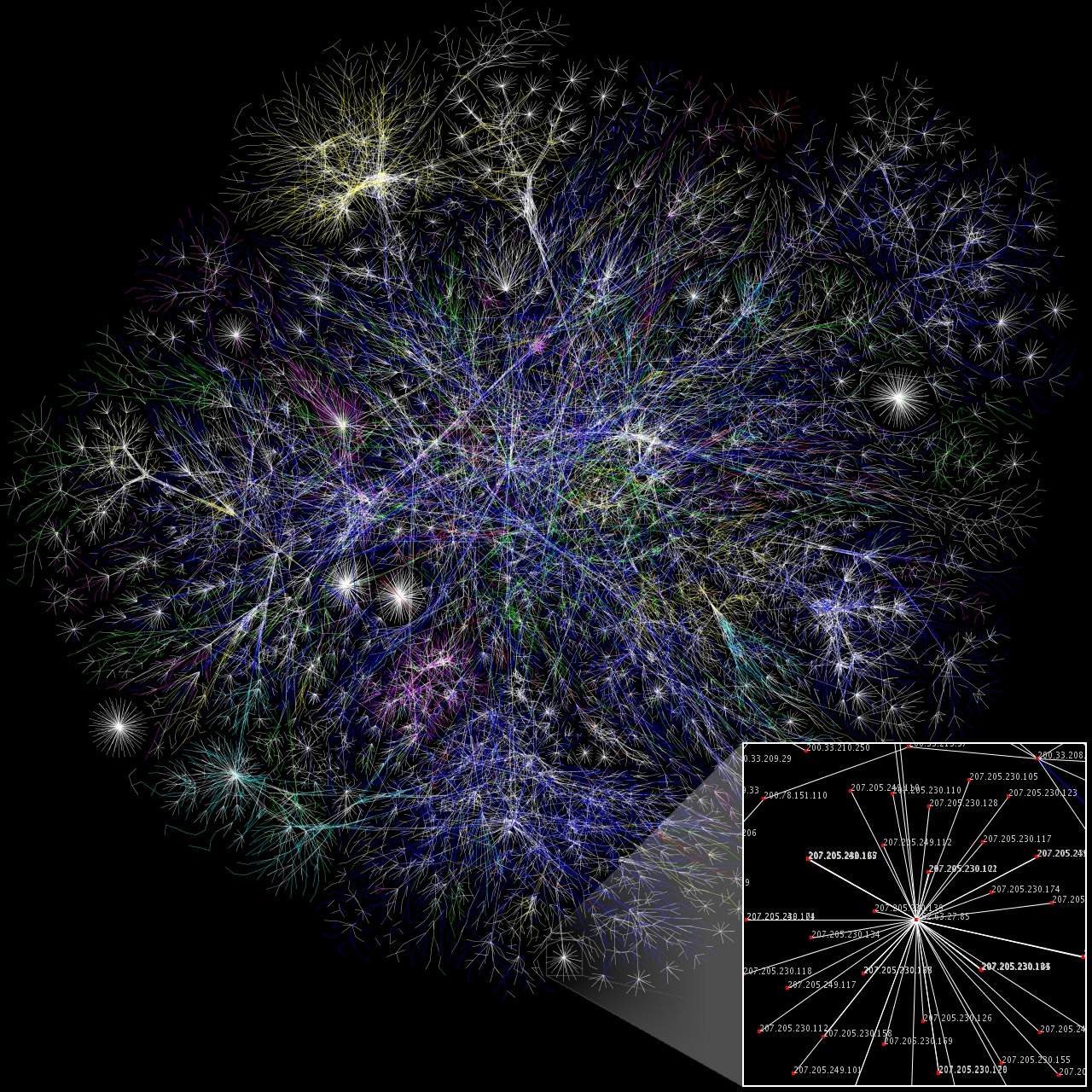
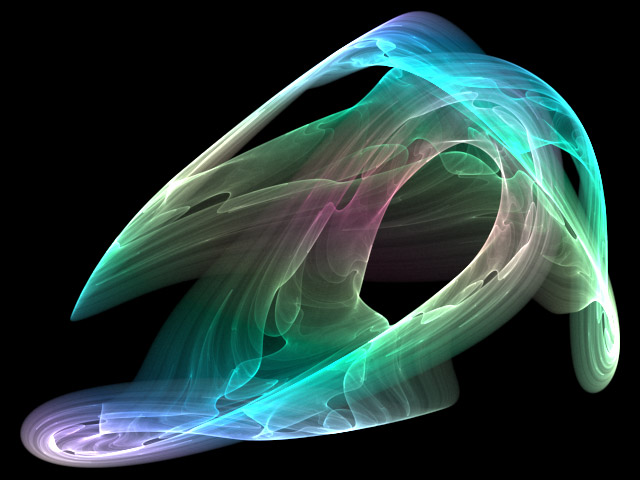